# Alec Douglas-Home
Lord Alexander Frederick Douglas-Home, conte (poi barone) Home of the Hirsel (Londra, 2 luglio 1903 – Londra, 9 ottobre 1995), è stato un politico britannico.
Ha fatto parte del Partito Conservatore.
È stato Primo ministro del Regno Unito dal 19 ottobre 1963 al 16 ottobre 1964, fu l'ultimo primo ministro britannico nato durante l'età edoardiana e l'ultimo proveniente dalla Camera dei lord.
Giocatore talentuoso di cricket, ha giocato al First Class cricket 
in club e a livello di contea; iniziò a prestare servizio nel Territorial Army a partire dal 1924. Douglas-Home (con il titolo di cortesia di Lord Dunglass) entrò in Parlamento nel 1931 e prestò servizio come assistente parlamentare di Neville Chamberlain, sebbene la sua diagnosi nel 1940 di tubercolosi spinale lo immobilizzò per due anni. Dopo essersi ripreso abbastanza per proseguire la sua carriera politica, Douglas-Home perse il seggio contro i laburisti alle elezioni generali del 1945. Lo riconquistò nel 1950, ma lasciò i Comuni l'anno successivo quando, alla morte del padre, entrò alla Camera dei lord come XIV Conte Home. Sotto il successivo governo conservatore, Home fu nominato per incarichi sempre più importanti, come Leader della Camera dei Lord e Segretario di Stato per gli affari esteri. Nell'ultimo incarico (1960-1963) ha sostenuto la determinazione degli Stati Uniti nella crisi missilistica cubana ed è stato uno dei firmatari del Trattato sulla messa al bando parziale degli esperimenti nucleari nell'agosto 1963.
Nell'ottobre 1963, Harold Macmillan si dimise da primo ministro e Douglas-Home fu scelto per succedergli. Negli anni '60 era inaccettabile per un primo ministro sedere alla Camera dei lord, quindi Home rinunciò alla sua nobiltà ereditaria e si candidò con successo per le elezioni per il Parlamento come Sir Alec Douglas-Home. Il modo in cui venne nominato fu controverso e due ministri del governo Macmillan si rifiutarono di rimanere in carica sotto di lui. Criticato dal Partito Laburista come un aristocratico fuori dal mondo, si è presentato rigidamente nelle interviste televisive, in contrasto con il leader laburista Harold Wilson. Come primo ministro, il comportamento e l'aspetto di Douglas-Home rimasero aristocratici e antiquati. La sua comprensione dell'economia era primitiva e diede libero sfogo al suo cancelliere, Reginald Maudling, nel gestire gli affari finanziari. Gli piaceva occuparsi di politica estera e il suo segretario agli esteri, Rab Butler, non era particolarmente energico, ma non c'erano grandi crisi o problemi da risolvere. Il Partito Conservatore, dopo aver governato per quasi dodici anni, ha perso la sua posizione dopo lo scandaloso "affare Profumo" sotto Macmillan e il premier Douglas-Home sembrava destinato a una pesante sconfitta elettorale; la sua premiership è stata la seconda più breve del XX secolo, della durata di due giorni in meno di un anno. Tra le leggi approvate sotto il suo governo ci fu l'abolizione del mantenimento del prezzo di rivendita nel 1964.
Sconfitto di poco alle elezioni generali del 1964, Douglas-Home si dimise dalla leadership del partito nel luglio 1965, dopo aver istituito un metodo nuovo e meno segreto per eleggere il leader. In seguito ha prestato servizio nel gabinetto conservatore del primo ministro Edward Heath presso il Foreign and Commonwealth Office (1970–1974), una versione ampliata della sua ex segreteria. Favorevole a una politica estera filo-europea, il suo incarico agli affari esteri e del Commonwealth è stato segnato soprattutto dal felice esito dei
nuovi negoziati per l’ingresso della Gran Bretagna nelle
Comunità europee, formalizzato il 1º gennaio 1973.
Dopo la prima delle doppie sconfitte dei conservatori del 1974, si dimise alla seconda, l'elezione dell'ottobre 1974, e tornò alla Camera dei lord come pari a vita con il titolo di Barone Home dell'Hirsel. Si ritirò gradualmente dalla politica attiva e morì nel 1995, all'età di 92 anni.

## Biografia
Douglas-Home nacque nel quartiere londinese di Mayfair nel 1903 all'interno di una famiglia aristocratica sia da parte paterna che materna come il maggiore di sette figli, tra i quali vi era il drammaturgo e politico William Douglas-Home. Suo padre era il banchiere e pari XIII conte di Home (1873-1951) e sua madre Lady Lilian Lambton, figlia di Frederick Lambton, IV conte di Durham; fu educato all'Eton College e poi ad Oxford, dove nel 1925 si laureò in storia moderna.  Nel 1936 si sposò con Elizabeth Alington, da cui ebbe quattro figli. Fu vedovo nel 1990.

### In Parlamento
Nel 1931 entrò in alla Camera dei comuni per il Partito Unionista Scozzese e poi per il Partito conservatore; prima dello scoppio della Seconda guerra mondiale servì come segretario privato del Primo ministro Neville Chamberlain. Non combatté in guerra a causa della tubercolosi.
Alle elezioni del 1945 con la sconfitta dei Conservatori, perse il suo seggio in Parlamento, ma lo rivinse nel 1950.
Lasciò la Camera un anno dopo perché ereditò il posto di suo padre alla Camera dei Lord, diventando il quattordicesimo conte di Home. Dal 1955 servì come Segretario di Stato del Commonwealth.
Nel 1957 diventò anche Presidente della Camera dei Lord e Presidente del Privy Council. Nel 1960 lasciò tutti questi incarichi per diventare Segretario di Stato per gli Affari Esteri e del Commonwealth. Nel 1962 fu nominato dalla regina cavaliere dell'Ordine del Cardo.

### Primo ministro britannico
Nel 1963 Harold MacMillan si dimise da Primo ministro; a quel tempo, il Partito conservatore non aveva una procedura formale per selezionare un leader; la regina doveva nominare il Primo ministro sulla base dei consigli degli statisti più anziani del partito. Dopo una serie di consultazioni, la regina scelse Douglas-Home, che divenne Primo ministro il 18 ottobre di quell'anno.
Egli rinunciò al suo status di conte e quindi al seggio nella Camera dei Lord e tornò nella Camera dei Comuni grazie alle elezioni parziali tenutesi in novembre nel collegio di Kinross and Western Perthshire, in Scozia.
Alle successive elezioni generali del 1964, Home fu sconfitto dallo sfidante laburista Harold Wilson.

### Dopo la sconfitta
Douglas-Home rimase leader del partito fino al 1965; prima di dimettersi, cambiò le regole di selezione del leader del partito, che da allora è selezionato dai membri del Parlamento.
Nel 1970 tornò al governo come Segretario di Stato per gli Affari Esteri e del Commonwealth; dopo la sconfitta del Conservatori nel 1974 si ritirò dalla politica di primo piano. Nello stesso anno, fu nominato barone e poté quindi riacquistare un seggio alla Camera dei Lord.

### Ritiro dalla politica attiva e morte
Dopo la sconfitta del governo Heath ad opera di Harold Wilson nelle due elezioni del 1974 (28 febbraio e 10 ottobre 1974), Douglas-Home si ritirò dalla politica di prima linea, ma continuò a intervenire dalla Camera dei lord fino ai novant'anni. Douglas-Home è stato il terzo primo ministro britannico più longevo dopo Harold Macmillan e James Callaghan.
Home morì all'Hirsel il 9 ottobre 1995, all'età di novantadue anni, quattro mesi dopo la morte del suo avversario parlamentare Harold Wilson. Home fu sepolto nel cimitero di Lennel, Coldstream.

## Onorificenze

Stemma personale di Alec Douglas-Home, XIV conte di Home

## Ascendenza
|                                             |                                        |                                     | Genitori                                   |  |  | Nonni |  |  | Bisnonni                                     |  |  | Trisnonni                           |  |
|                                             |                                        |                                     |                                            |  |  |       |  |  | 8. Cospatrick Douglas-Home, XI conte di Home |  |  | 16. Alexander Home, X conte di Home |  |
|                                             |                                        |                                     |                                            |  |  |       |  |  | 8. Cospatrick Douglas-Home, XI conte di Home |  |  | 16. Alexander Home, X conte di Home |  |
|                                             |                                        | 17. Elizabeth Scott                 |                                            |  |  |       |  |  | 8. Cospatrick Douglas-Home, XI conte di Home |  |  |                                     |  |
| 4. Charles Douglas-Home, XII conte di Home  |                                        |                                     |                                            |  |  |       |  |  | 8. Cospatrick Douglas-Home, XI conte di Home |  |  |                                     |  |
|                                             |                                        | 9. Elizabeth Montagu-Scott          | 18. Henry Montagu-Scott, II barone Montagu |  |  |       |  |  |                                              |  |  |                                     |  |
|                                             |                                        | 9. Elizabeth Montagu-Scott          | 18. Henry Montagu-Scott, II barone Montagu |  |  |       |  |  |                                              |  |  |                                     |  |
|                                             |                                        | 9. Elizabeth Montagu-Scott          | 19. Jane Margaret Douglas                  |  |  |       |  |  |                                              |  |  |                                     |  |
| 2. Charles Douglas-Home, XIII conte di Home |                                        | 9. Elizabeth Montagu-Scott          |                                            |  |  |       |  |  |                                              |  |  |                                     |  |
|                                             |                                        | 10. Charles Grey                    | 20. William Grey                           |  |  |       |  |  |                                              |  |  |                                     |  |
|                                             |                                        | 10. Charles Grey                    | 20. William Grey                           |  |  |       |  |  |                                              |  |  |                                     |  |
|                                             |                                        | 10. Charles Grey                    | 21. Maria Shirreff                         |  |  |       |  |  |                                              |  |  |                                     |  |
| 5. Mary Grey                                |                                        | 10. Charles Grey                    |                                            |  |  |       |  |  |                                              |  |  |                                     |  |
|                                             |                                        | 11. Caroline Nesbit Macan           | 22. Turner Macan                           |  |  |       |  |  |                                              |  |  |                                     |  |
|                                             |                                        | 11. Caroline Nesbit Macan           | 22. Turner Macan                           |  |  |       |  |  |                                              |  |  |                                     |  |
|                                             |                                        | 11. Caroline Nesbit Macan           | 23. Harriet Sneyd-Kynnersley               |  |  |       |  |  |                                              |  |  |                                     |  |
| 1. Alec Douglas-Home                        |                                        | 11. Caroline Nesbit Macan           |                                            |  |  |       |  |  |                                              |  |  |                                     |  |
|                                             | 12. George Lambton, II conte di Durham | 24. John Lambton, I conte di Durham |                                            |  |  |       |  |  |                                              |  |  |                                     |  |
|                                             | 12. George Lambton, II conte di Durham | 24. John Lambton, I conte di Durham |                                            |  |  |       |  |  |                                              |  |  |                                     |  |
|                                             | 12. George Lambton, II conte di Durham | 25. Louisa Elizabeth Grey           |                                            |  |  |       |  |  |                                              |  |  |                                     |  |
| 6. Frederick Lambton, IV conte di Durham    | 12. George Lambton, II conte di Durham |                                     |                                            |  |  |       |  |  |                                              |  |  |                                     |  |
|                                             |                                        | 13. Beatrix Hamilton                | 26. James Hamilton, I duca di Abercorn     |  |  |       |  |  |                                              |  |  |                                     |  |
|                                             |                                        | 13. Beatrix Hamilton                | 26. James Hamilton, I duca di Abercorn     |  |  |       |  |  |                                              |  |  |                                     |  |
|                                             |                                        | 13. Beatrix Hamilton                | 27. Louisa Jane Russell                    |  |  |       |  |  |                                              |  |  |                                     |  |
| 3. Lillian Lambton                          |                                        | 13. Beatrix Hamilton                |                                            |  |  |       |  |  |                                              |  |  |                                     |  |
|                                             |                                        | 14. John Bulteel                    | 28. John Crocker Bulteel                   |  |  |       |  |  |                                              |  |  |                                     |  |
|                                             |                                        | 14. John Bulteel                    | 28. John Crocker Bulteel                   |  |  |       |  |  |                                              |  |  |                                     |  |
|                                             |                                        | 14. John Bulteel                    | 29. Elizabeth Grey                         |  |  |       |  |  |                                              |  |  |                                     |  |
| 7. Beatrix Bulteel                          |                                        | 14. John Bulteel                    |                                            |  |  |       |  |  |                                              |  |  |                                     |  |
|                                             |                                        | 15. Euphemia Parsons                | 30. John Whitehill Parsons                 |  |  |       |  |  |                                              |  |  |                                     |  |
|                                             |                                        | 15. Euphemia Parsons                | 30. John Whitehill Parsons                 |  |  |       |  |  |                                              |  |  |                                     |  |
|                                             |                                        | 15. Euphemia Parsons                | 31. Mary Dewar                             |  |  |       |  |  |                                              |  |  |                                     |  |
|                                             |                                        | 15. Euphemia Parsons                |                                            |  |  |       |  |  |                                              |  |  |                                     |  |